# (35665) 1998 RF18
1998 RF18 (asteroide 35665) é um asteroide da cintura principal. Possui uma excentricidade de 0.13304260 e uma inclinação de 2.49459º.
Este asteroide foi descoberto no dia 14 de setembro de 1998 por LINEAR em Socorro.